# Cryptopimpla solitaria
Cryptopimpla solitaria är en stekelart som först beskrevs av Otto Schmiedeknecht 1900.  Cryptopimpla solitaria ingår i släktet Cryptopimpla, och familjen brokparasitsteklar. Inga underarter finns listade.